# جوجوبا
جوجوبا یا جوجوبا (به انگلیسی: Jojoba) با نام گیاه‌شناسی سیموندزیا کینانسیس، درختچه‌ای بومی بیابان سونورا است، و در موهاوی و باخا کالیفرنیا، بیابان آریزونا، کالیفرنیا، و مکزیک و بخش جنوبی استان و نمایشگاه گل کالیفرنیا یافت می‌شود. این گونهٔ تنها از خانوادهٔ Simmondsiaceae، و قرار داده شده در گروه میخک‌سانان است. جوجوبا برای روغن خود، استرموم مایع، به‌صورت تجاری از دانهٔ رشد کرده استخراج می‌شود. این گیاه همچنین برای مبارزه با و جلوگیری از بیابان‌زایی در بیابان تار در هند استفاده شده است.

## نگارخانه

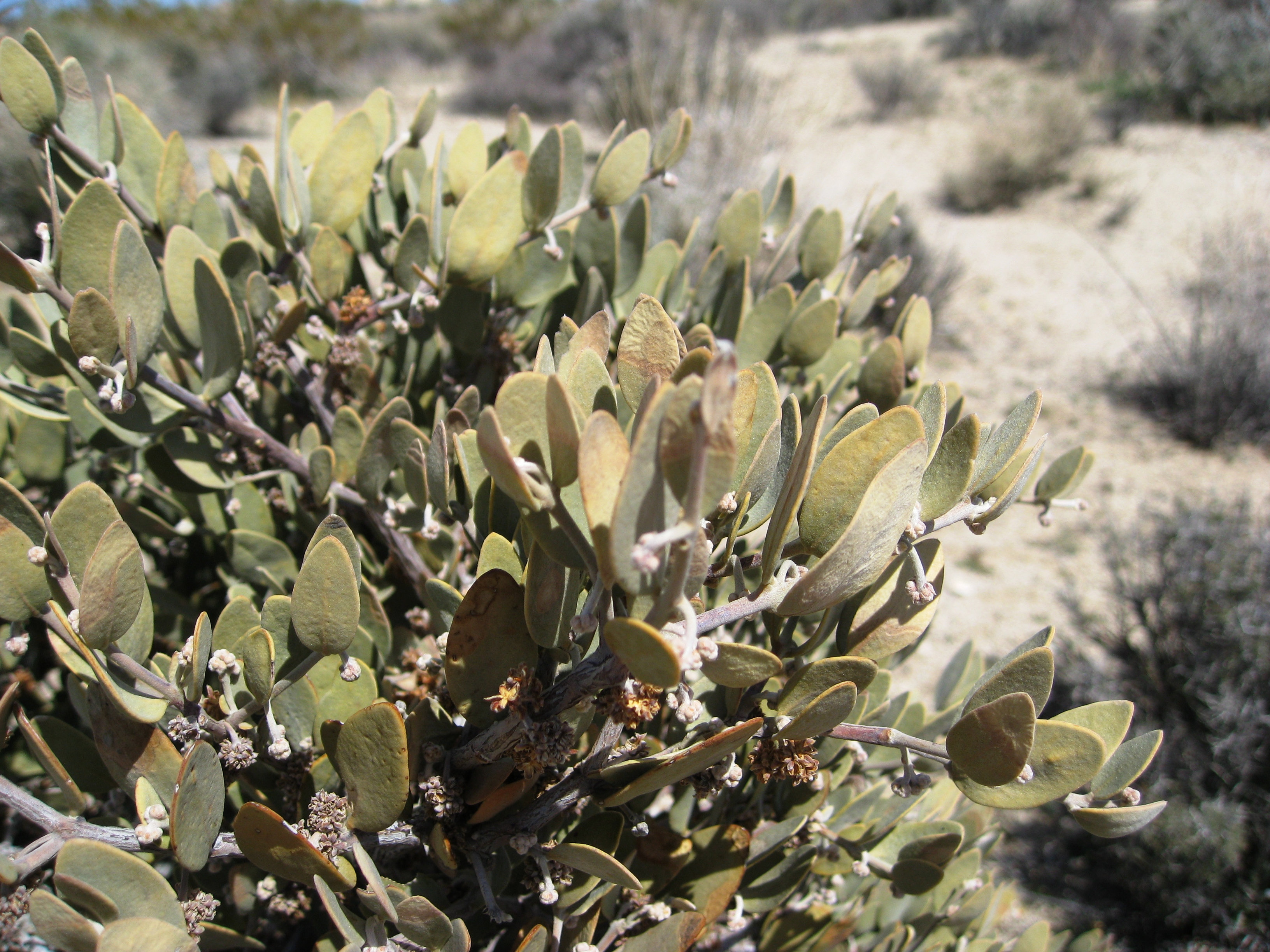
گیاه
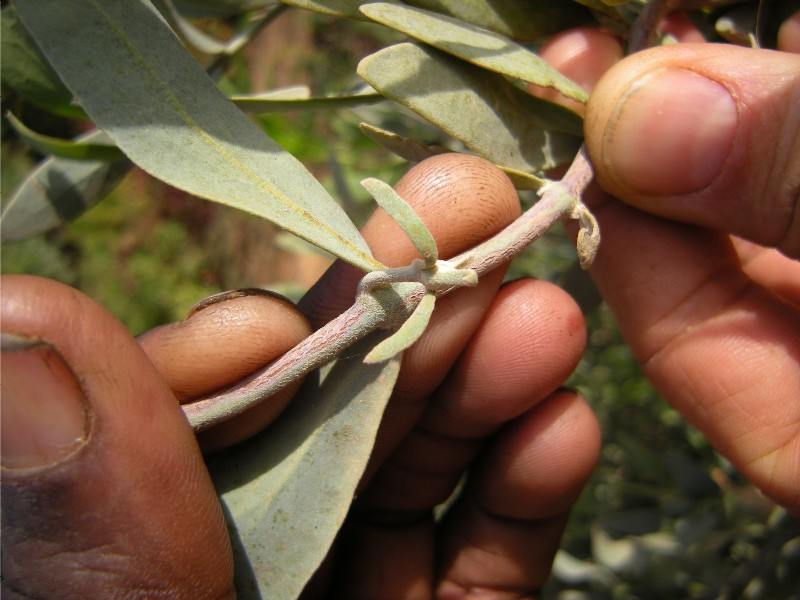
گل ماده
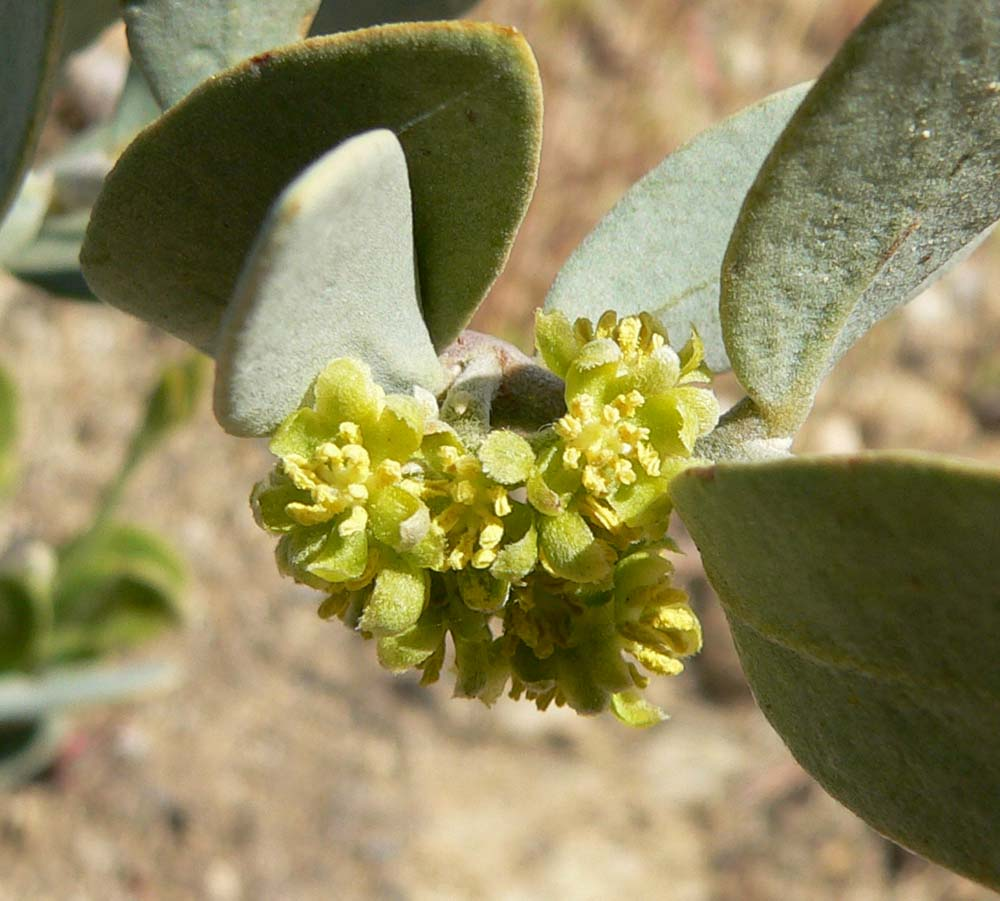
گل نر
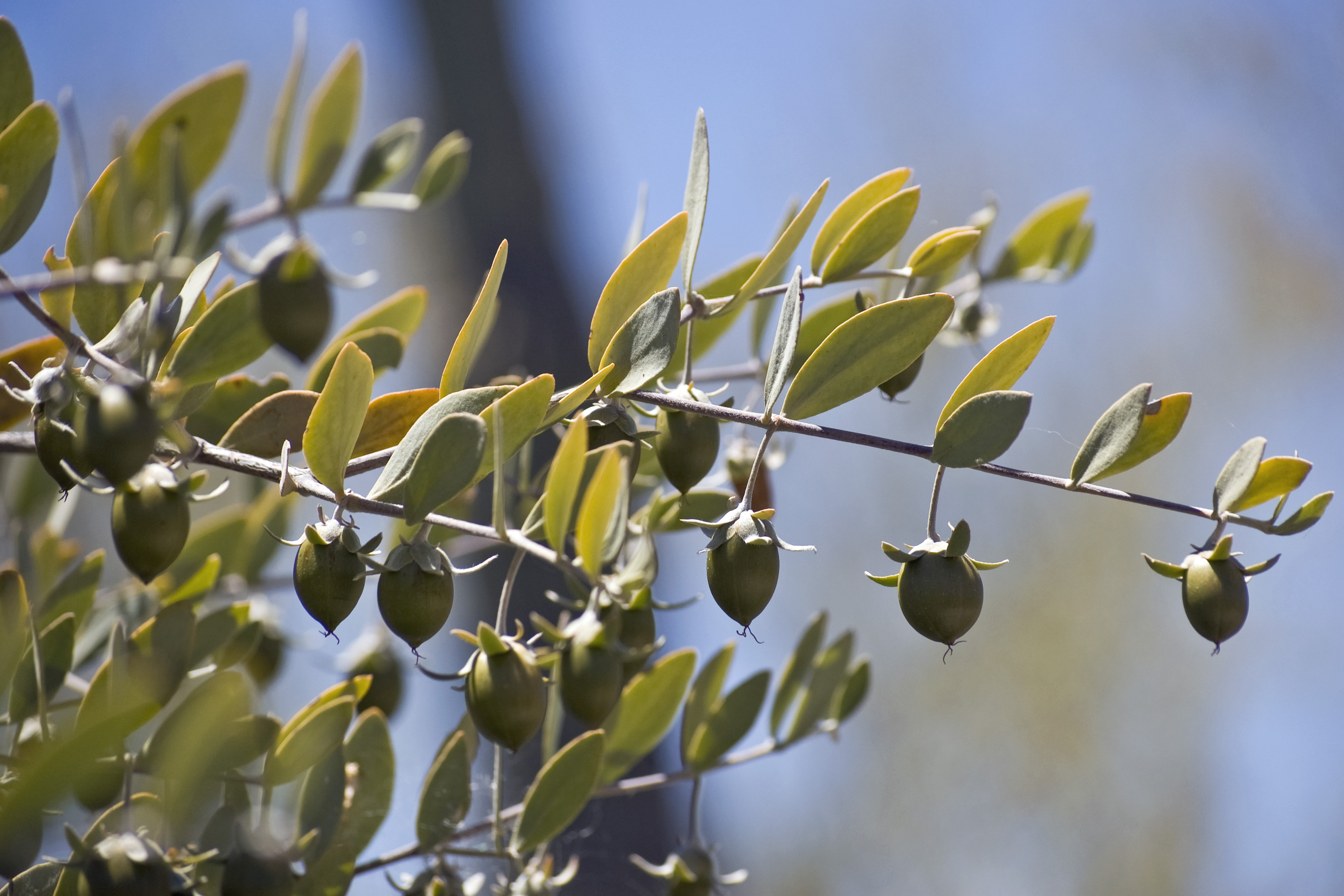
میوه‌ها
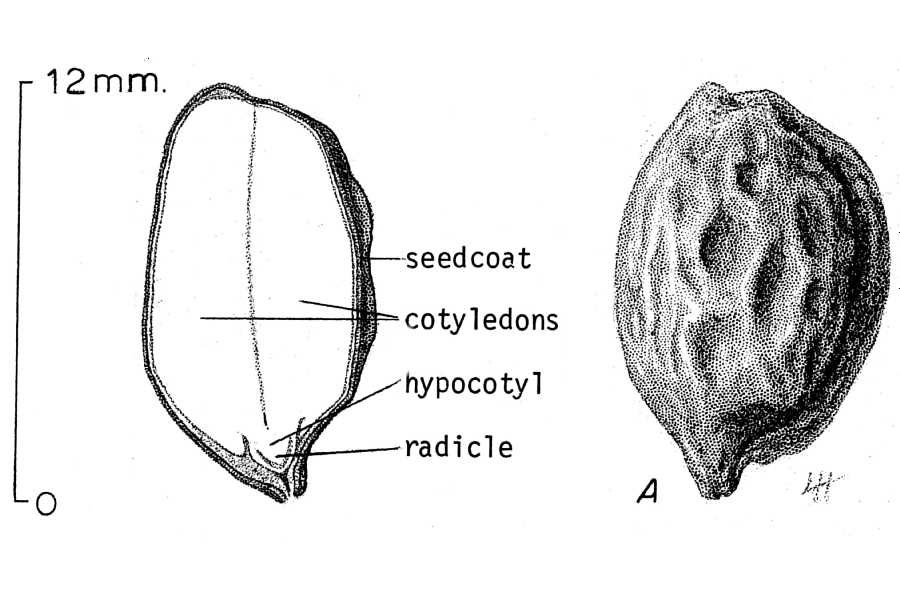
دانه